# Клокино
Клокино — кордон в Заклинском сельском поселении Лужского района Ленинградской области.

## История
По данным 1973 и 1990 годов кордон Клокино входил в состав Лужского сельсовета Лужского района.
В 1997 году на кордоне Клокино Заклинской волости проживали 8 человек, в 2002 году — 6 человек (русские — 83 %).
В 2007 году на кордоне Клокино Заклинского СП вновь проживали 8 человек.

## География
Кордон расположен в юго-восточной части района на автодороге 41А-004 (Павлово — Мга — Луга).
Расстояние до административного центра поселения — 6 км.

## Демография
| 1997 | 2007 | 2010 | 2017 |
| ---- | ---- | ---- | ---- |
| 8    | →8   | ↘5   | ↘3   |

## Садоводства
Лужайка.